# Indiavaí
Indiavaí – miasto i gmina w Brazylii, w stanie Mato Grosso.